# Середньоазійське бюро ЦК ВКП(б)
Середньоазійське бюро ЦК ВКП(б) або Середазбюро ЦК ВКП(б) — верховний орган ЦК ВКП(б) у Середній Азії. Функціонувало в період з 19 травня 1922 до 2 жовтня 1934 року. Основною функцією бюро було створення й керівництво компартіями Туркестанської АРСР, Бухарської та Хорезмської народних радянських республік, а після утворення 1924 року Узбецької РСР, Туркменської РСР, Таджицької РСР та Киргизької (Казахської) РСР — партійне та державне будівництво у цих республіках.

## Історія
Бюро було створено в результаті реорганізації Туркестанського бюро ЦК РКП(б). Під керівництвом бюро було здійснено розгром басмацтва у Середній Азії та проведено національно-державного розмежування Радянських республік Середньої Азії. Бюро також керувало націоналізацією землі та джерел водопостачання у Середній Азії, як і всіма іншими аспектами радянизації регіону — колективізацією, боротьбою з релігією, культурною революцією (права жінок, писемність населения).

## Видавнича діяльність
- Газета «Правда Сходу» (1924–1934)
- Журнал «За партію» (1927–1930)
- Журнал «Партпрацівник» (1929–1934)

## Відомі члени бюро
- Санжар Асфендіаров
- Кайгисиз Атабаєв[3]
- Юлдаш Ахунбабаєв
- Петро Баранов
- Карл Бауман
- Йосип Варейкіс
- Микола Гикало
- Сергій Гусєв
- Павло Дибенко
- Ісак Зеленський
- Семен Ігнатьєв
- Акмаль Ікрамов
- Михайло Кахіані[4][5]
- Борис Легран
- Ісидор Любимов
- Іван Межлаук
- Абдулла Рахімбаєв
- Ян Рудзутак
- Турар Рискулов
- Халмурад Сахатмурадов
- Борис Семенов
- Назір Тюрякулов
- Файзулла Ходжаєв
- Ширіншо Шотемор
- Володимир Шубриков
- Борис Шумяцький